# Saison 2009 de l'équipe cycliste Agritubel
La saison 2009 de l'équipe cycliste Agritubel est la cinquième et dernière de l'équipe. Il s'agit de la meilleure saison de cette dernière : elle se classe à la première place du classement par équipes de l'UCI Europe Tour 2009 et remporte un total de 23 succès.

## Préparation de la saison 2009

### Arrivées et départs
| Arrivées           | Équipe 2008            |
| ------------------ | ---------------------- |
| Sylvain Calzati    | AG2R La Mondiale       |
| Rémi Cusin         | VC Lyon-Vaulx-en-Velin |
| Brice Feillu       | CC Nogent-sur-Oise     |
| Yann Huguet        | Cofidis                |
| Christophe Laurent | Garmin-Chipotle        |
| Yoann Le Boulanger | La Française des Jeux  |

| Départs           | Équipe 2009                |
| ----------------- | -------------------------- |
| Jimmy Casper      | Besson Chaussures-Sojasun  |
| Cédric Coutouly   | Besson Chaussures-Sojasun  |
| Mikel Gaztañaga   | Contentpolis-Ampo          |
| Cédric Hervé      |                            |
| Christophe Rinero | UFR Matouba Rayon d'Argent |
| Benoît Salmon     |                            |
| Benoît Sinner     | Besson Chaussures-Sojasun  |

## Coureurs et encadrement technique

### Effectif
| Coureur               | Date de naissance | Nationalité | Équipe 2008            | Équipe 2010             |
| --------------------- | ----------------- | ----------- | ---------------------- | ----------------------- |
| Émilien-Benoît Bergès | 13 janvier 1983   | France      | Agritubel              |                         |
| Freddy Bichot         | 9 septembre 1979  | France      | Agritubel              | BBox Bouygues Telecom   |
| Maxime Bouet          | 3 novembre 1986   | France      | Agritubel              | AG2R La Mondiale        |
| Steven Caethoven      | 9 mai 1981        | Belgique    | Agritubel              | Landbouwkrediet         |
| Sylvain Calzati       | 1er juillet 1979  | France      | AG2R La Mondiale       | Sky                     |
| Rémi Cusin            | 3 février 1986    | France      | VC Lyon-Vaulx-en-Velin | Cofidis                 |
| Brice Feillu          | 26 juillet 1985   | France      | CC Nogent-sur-Oise     | Vacansoleil             |
| Romain Feillu         | 16 avril 1984     | France      | Agritubel              | Vacansoleil             |
| Eduardo Gonzalo       | 25 août 1983      | Espagne     | Agritubel              | Bretagne-Schuller       |
| Yann Huguet           | 2 mai 1984        | France      | Cofidis                | Skil-Shimano            |
| Kevyn Ista            | 25 novembre 1984  | Belgique    | Agritubel              | Cofidis                 |
| Nicolas Jalabert      | 13 avril 1973     | France      | Agritubel              | retraite                |
| Christophe Laurent    | 26 juillet 1977   | France      | Garmin-Chipotle        | Vulco-VC Vaulx-en-Velin |
| Yoann Le Boulanger    | 4 novembre 1975   | France      | La Française des Jeux  | retraite                |
| David Le Lay          | 30 décembre 1979  | France      | Agritubel              | AG2R La Mondiale        |
| Geoffroy Lequatre     | 30 juin 1981      | France      | Agritubel              | RadioShack              |
| Christophe Moreau     | 12 avril 1971     | France      | Agritubel              | Caisse d'Épargne        |
| Anthony Ravard        | 28 septembre 1983 | France      | Agritubel              | AG2R La Mondiale        |
| Nicolas Vogondy       | 8 mars 1977       | France      | Agritubel              | BBox Bouygues Telecom   |

## Bilan de la saison

### Victoires
| Date       | Course                                         | Pays     | Classe | Vainqueur          |
| ---------- | ---------------------------------------------- | -------- | ------ | ------------------ |
| 12/02/2009 | 3e étape du Tour méditerranéen                 | France   | 2.1    | Kevyn Ista         |
| 21/02/2009 | Boucles du Sud Ardèche                         | France   | 1.2    | Freddy Bichot      |
| 27/02/2009 | 1re étape des Trois jours de Vaucluse          | France   | 2.2    | Maxime Bouet       |
| 01/03/2009 | Classement général des Trois jours de Vaucluse | France   | 2.2    | David Le Lay       |
| 24/03/2009 | 2e étape du Tour de Normandie                  | France   | 2.2    | Steven Caethoven   |
| 26/03/2009 | 5e étape du Tour de Normandie                  | France   | 2.2    | Freddy Bichot      |
| 01/04/2009 | 1re étape du Tour de l'Alentejo                | Portugal | 2.1    | Maxime Bouet       |
| 05/04/2009 | Classement général du Tour de l'Alentejo       | Portugal | 2.1    | Maxime Bouet       |
| 08/04/2009 | 2e étape du Circuit de la Sarthe               | France   | 2.1    | David Le Lay       |
| 10/04/2009 | Classement général du Circuit de la Sarthe     | France   | 2.1    | David Le Lay       |
| 16/04/2009 | 1re étape du Rhône-Alpes Isère Tour            | France   | 2.2    | Nicolas Vogondy    |
| 17/04/2009 | 2e étape du Rhône-Alpes Isère Tour             | France   | 2.2    | Yann Huguet        |
| 18/04/2009 | 3e étape du Rhône-Alpes Isère Tour             | France   | 2.2    | Christophe Laurent |
| 19/04/2009 | Classement général du Rhône-Alpes Isère Tour   | France   | 2.2    | Yann Huguet        |
| 16/05/2009 | 2e étape du Tour de Picardie                   | France   | 2.1    | Romain Feillu      |
| 31/05/2009 | Boucles de l'Aulne                             | France   | 1.1    | Maxime Bouet       |
| 05/07/2009 | Tour du Doubs                                  | France   | 1.1    | Yann Huguet        |
| 10/07/2009 | 7e étape du Tour de France                     | France   | HIS    | Brice Feillu       |
| 25/07/2009 | 1re étape du Tour de Wallonie                  | Belgique | 2.HC   | Freddy Bichot      |
| 05/08/2009 | 1re étape de Paris-Corrèze                     | France   | 2.1    | Freddy Bichot      |
| 21/08/2009 | 4e étape du Tour du Limousin                   | France   | 2.1    | Romain Feillu      |
| 25/08/2009 | 1re étape du Tour du Poitou-Charentes          | France   | 2.1    | Anthony Ravard     |
| 13/09/2009 | Grand Prix de Fourmies                         | France   | 1.HC   | Romain Feillu      |

### Résultats sur les courses majeures
Les tableaux suivants représentent les résultats de l'équipe dans les principales courses du calendrier international dans lesquelles l'équipe bénéficie d'une invitation (deux des cinq classiques majeures et le Tour de France). Pour chaque épreuve est indiqué le meilleur coureur de l'équipe, son classement ainsi que les accessits glanés par Agritubel sur les courses de trois semaines.

#### Classiques
| Classique            | Milan-San Remo | Tour des Flandres | Paris-Roubaix          | Liège-Bastogne-Liège | Tour de Lombardie |
| -------------------- | -------------- | ----------------- | ---------------------- | -------------------- | ----------------- |
| Coureur (classement) | Non invitée    | Non invitée       | Nicolas Jalabert (31e) | David Le Lay (21e)   | Non invitée       |

#### Grands tours
| Grand tour           | Tour d'Italie | Tour de France                    | Tour d'Espagne |
| -------------------- | ------------- | --------------------------------- | -------------- |
| Coureur (classement) | Non invitée   | Brice Feillu (25e)                | Non invitée    |
| Accessits            |               | 1 victoire d'étape (Brice Feillu) |                |

### Classements UCI

#### Calendrier mondial UCI
L'équipe Agritubel termine à la vingt-cinquième place du Calendrier mondial avec 34 points. Ce total est obtenu par l'addition des points des cinq meilleurs coureurs de l'équipe au classement individuel cependant seuls trois coureurs sont classés que sont Brice Feillu, 117e avec 26 points, Romain Feillu, 166e avec 6 points et Christophe Moreau, 226e avec 2 points. Les points de l'équipe ont été acquis lors des 5 épreuves auxquelles Agritubel a pris part, sur les 24 que comprend le Calendrier mondial.
| Rang | Coureur           | Points |
| ---- | ----------------- | ------ |
| 117  | Brice Feillu      | 26     |
| 199  | Romain Feillu     | 6      |
| 226  | Christophe Moreau | 2      |

#### UCI Europe Tour
L'équipe Agritubel termine à la première place de l'Europe Tour avec 2 088 points. Ce total est obtenu par l'addition des points des huit meilleurs coureurs de l'équipe au classement individuel.
| Rang | Coureur            | Points |
| ---- | ------------------ | ------ |
| 4    | Romain Feillu      | 488    |
| 6    | David Le Lay       | 446    |
| 23   | Maxime Bouet       | 299    |
| 49   | Freddy Bichot      | 193    |
| 53   | Kevyn Ista         | 188    |
| 60   | Nicolas Jalabert   | 171    |
| 77   | Yann Huguet        | 152    |
| 79   | Anthony Ravard     | 151    |
| 131  | Rémi Cusin         | 113    |
| 151  | Steven Caethoven   | 102    |
| 170  | Nicolas Vogondy    | 90     |
| 211  | Geoffroy Lequatre  | 76     |
| 214  | Sylvain Calzati    | 75     |
| 252  | Christophe Moreau  | 64     |
| 453  | Christophe Laurent | 36     |
| 572  | Eduardo Gonzalo    | 24     |
| 966  | Brice Feillu       | 7      |

#### Classement des équipes continentales professionnelles
L'équipe Agritubel termine à la première place du classement des équipes continentales professionnelles avec 1 331 points. Ce classement concerne les équipes continentales professionnelles participant au programme du passeport biologique de l'UCI et se calcule sur l'ensemble des courses de la saison pour les épreuves des classes HC, 1 et 2.